# 石器時代へ行った男
『石器時代へ行った男』（せっきじだいへいったおとこ、英: The Cave Girl）は、エドガー・ライス・バローズによるアメリカの冒険小説。

## 概要
本作は全2部で構成されている。第1部は「洞窟の娘」(The Cave Girl)のタイトルで、オール・ストーリーに1913年に掲載され、第2部は「洞窟の男」(The Cave Man)のタイトルで、オール・ストーリー・ウィークリーに1917年に掲載された。1925年の単行本化の際のタイトルは『洞窟の娘』(The Cave Girl)。邦訳は『石器時代へ行った男』のタイトルで、厚木淳訳、東京創元社（創元推理文庫SF）、1977年12月16日。挿絵、カバーイラスト、口絵は武部本一郎。
内容は、
「富豪の息子として育ち、教養は高いが実務に無縁で、肉体的には貧弱な青年が孤島で原始生活を送ったら?」
というもので、原始生活を賛美する方向で書かれている。厚木淳は、「訳者あとがき」で「『石器時代から来た男』(The Eternal Lover)と併せて2部作と見ていい」と述べている 。なお、邦題からはタイムトラベル（タイムスリップ）もの、という印象を受けるが、その要素はない（『～から来た男』はタイムスリップもの）。また、SF的な要素としては「孤島に原始人や猿人がいる」という程度で、猛獣も黒豹が最大級の難敵である。

## あらすじ
第1部
ボストンの富豪の息子、ウォルドー・エマースンは、咳の保養のため、船で保養地へ向かっていた。しかし、嵐に会い、波に攫われてしまう。運良く孤島に流れ着いたが、そこは穴居人（原始人）や猿人の住む、未開の島だった。彼は実務的な知識を持たない、臆病な青年だったが、偶然出会ったナダラという現地の女性の誤解から、サンダー（現地の言葉で勇者の意味）だと思われてしまう。
彼女を部族の元へ届けたものの、ウソをついたこと（「黒豹を殴り殺したが記録をとってない」とか、「ナダラの部族の怪力自慢（コースとフラットフート）を殺せる」、など）に引け目を感じ、6ヶ月がかりで肉体を鍛え、勇者に相応しい体格を得る。一方で、剣、槍、盾、棍棒、石つぶてなどを考案あるいは会得していた。その間、衣服はズタボロの状態になっていたが、彼は文明人であるため、それを身に着け続けていた。
その頃、偶然出会った穴居人と対決することになり、槍の威力や自分の腕力を実戦で確認することになる。1人には勝利したものの、20人が相手では衆寡敵せず、彼は撤退を選ぶ。逃げ切れそうもなかったが、折りよくイギリス船籍の船が立ち寄っており、彼らの銃で穴居人は撃退された。ウォルドーは文明国への帰還を持ちかけられるが、「ナダラに借りを返すまでは」と、島への残留を希望する（ただし、母親に当てた手紙をしたため、それを船員に手渡している。二等航海士はボストンの生まれだった）。島は、1773年にキャプテン・クックが発見して以降、20隻ほどが立ち寄った記録を残しているだけで、次に船が立ち寄る可能性は極めて低いものだったにもかかわらず。
ナダラの部族へ向かう途中、黒豹と出会いがしらに戦闘となったが、運良く槍がその命を奪った。この戦いで衣服が完全にダメになり、ウォルドーは黒豹の毛皮から、貫頭衣に近い物を作成する（片方の肩が完全に露出している点が違う）。
その後、コースと出会い、ナダラの部族への道を尋ねたところ、騙されるが、それを察知し、コースの跡を追う。その結果、コースがナダラを襲う場面に出くわし、コースと戦う。ナダラは助太刀を思い立ったが、誤ってウォルドーを負傷させ、気絶させてしまったため、逃走する（ナダラは、「ウォルドーを殺した」と思っていた）。
コースの死で部族の力のバランスが崩れ、フラットフートはナダラを我が物にしようとする。ナダラの父である老人は、「母親の形見」をウォルドーに手渡し、2人の跡を追わせる。数日がかりの追跡を経て、ウォルドーは海岸で2人に追いつき、ついにフラットフートを倒す。ウォルドーはナダラに借りを返した。しかし、彼は彼女を愛していることに気がつく。折りしも海岸には、ウォルドー捜索隊のヨット「プリシラ号」が接岸していた。ウォルドーは文明への帰還を拒み、ナダラと島の奥へ戻ることを選んだが、彼らは「母親の形見」を落としてしまう。船の乗組員が、その包みを拾うと、中からは、宝石類と、女性の微細画が出てきた。それは20年ほど前に行方不明になった、ナダラの実の母親、クリイシー伯爵夫人の肖像画だった。
第2部
ナダラの部族へ戻った彼らは、ビッグ・フィストが王に君臨していることを知る。しかし、ウォルドーの武勇は知れ渡っており、彼らの帰還を阻む者はいかなった。ウォルドーは、「正式に」結婚するため、手続きをナダラの老父に尋ねるが、そんな形式は島には存在していなかった。そして、死期を悟った老人は、ナダラが養女であることを語る。ウォルドーは、婚約の証として、自分の指輪をナダラに送り、それを老父に見届けさせる。老父はまもなく死に、ナダラは悲しんだ。それに同調した女性たちが泣き始めたが、ビッグ・フィストはその喧騒を快く思わず、やめさせようとしてナグラを殴りつける。それが原因となり、ウォルドーはビッグフィストと交戦、彼を仕留め、王となってしまう。彼は民主主義の概念を部族に取り入れようと努力する。

## 登場人物
ウォルドー・エマースン（サンダー）
主人公。フル・ネームはウォルドー・エマースン・スミス=ジョーンズ。身長185cmだが、スポーツをしたことがなく、骨と皮ばかりの体格。咳き込む癖があり、療養のため、船で移動中、遭難する。知性を高めるため、教養書は読みふけったが、実用書や小説は読んだことがなく、島でのサバイバルでは死と背中合わせの状態だった。水泳の経験もない。
- バローズの冒険小説（SF含む）の内、日本語訳された作品の中では類を見ないほど、肉体的には貧弱な主人公としてスタートしている（ターザンやアパッチ・シリーズ、マッカー・シリーズなどのように、赤ん坊や幼児から出発した例を除く）。

英語の他、ラテン語、ヘブライ語を解する。しかし、島の言語はそれらとは無縁の言葉であり、当初は理解できなかった。
肉体は軟弱だったが、精神は高潔で、女性に対しては（原始人であろうと）礼儀を重んずる。
孤島でナダラと出会い、精神的に成長。彼女の期待に応えるべく、6ヶ月かけて肉体を鍛錬し、強化した。ナダラからは「サンダー（勇者）」と呼ばれる。
武器や防具も考案し、槍、木を尖らせた剣（刃はなく、火で尖らせた先端を刺すように使用する）や、盾（石つぶて対策。縦1メートル、幅60センチほどの楕円形で、草と木を編んで作り、小動物の皮で覆ってある。左腕に通して装備する）なども作成した。その一方で、穴居人の使う棍棒や石つぶても会得している。また、小動物の皮を繋ぎ合わせ、短いロープも作成した（槍を肩から下げるのに使用）。槍は黒豹との戦闘で、剣と盾はフラットフートとの戦闘で活躍した。
イギリスの船に会い、手紙を渡して残留した際は、剃刀だけを希望した（「原住民とは、自分で作った武器だけで戦う」という騎士道精神のため）。剃刀は髭剃りの他、散髪にも使用。
第2部ではビッグフィストを倒し、部族の王位につく。
ナダラ
ヒロイン。現地で育ったが、実はフランス王家の末裔。穴居人として育ったため、生の魚を食べる。
第2部では、養父から出生の秘密を聞かされる。
ナグーラ
黒豹。島の野獣ではもっとも危険であり、これを殺す狩人は尊敬される。後にウォルドーも倒している。
コース
ナダラの部族の男。第1部に登場。乱暴で嫌われている。ちなみに偏平足である（訳文では、「偏平足」と書いて「フラットフート」とルビを振ってある）。実力はフラットフートと互角。フラットフートを出し抜いてナダラに迫ったところを、ウォルドーに殺される。
フラットフート
ナダラの部族の男。第1部に登場。乱暴で嫌われている。コース亡き後、ナダラへの思いを遂げようとするが、ウォルドーに阻まれ、死を与えられた。
老人
ナダラの父。実は実父ではなく養父。若い頃は勇敢な戦士だったと主張するが、今やよる年波で口数が多いだけで、戦力外となっている。
第2部では、出生の秘密をナダラに直接語り、老衰で死亡。
セシル・バーミンガム
退役した海軍大尉。ウォルドー・エマースン捜索隊の指揮官で、ヨット「プリシラ号」に乗ってきた。第1部ではラストにのみ登場。
ビッグフィスト
第2部に登場。ナダラの部族の男で、フラットフート亡き後、王として君臨している。
大ナグーラ
第2部で言及される。意味は「大きな黒豹」だが、実際には地震を指す。島では、「地震は、地面の下で大きな黒豹が暴れている」と思われている。